# Finlande au Concours Eurovision de la chanson 1972
La Finlande a participé au Concours Eurovision de la chanson 1972 le 25 mars à Édimbourg. C'est la 11e participation de la Finlande au Concours Eurovision de la chanson.
Le pays est représenté par le duo Päivi Paunu & Kim Floor (en) et la chanson Muistathan, sélectionnés par YLE au moyen d'une finale nationale.

## Sélection

### Euroviisut 1972
Le radiodiffuseur finlandais Yleisradio (YLE) organise l'édition 1972 de la finale nationale Euroviisut afin de sélectionner l'artiste et la chanson représentant la Finlande au Concours Eurovision de la chanson 1972.
La finale nationale finlandaise a lieu le 29 janvier 1972.

#### Finale
Huit chansons ont participé à cette sélection et sont toutes interprétées en finnois, langue officielle de la Finlande.
| Ordre | Artiste                      | Chanson    | Traduction    | Points | Place |
| ----- | ---------------------------- | ---------- | ------------- | ------ | ----- |
| 4     | Päivi Paunu & Kim Floor (en) | Muistathan | Rappelles-toi | 24 963 | 1     |

Lors de cette sélection, c'est la chanson Muistathan interprétée par Päivi Paunu et Kim Floor (en) qui fut choisie. Le chef d'orchestre sélectionné pour la Finlande à l'Eurovision 1972 est Ossi Runne (en).

## À l'Eurovision
Chaque pays a un jury de deux personnes. Chaque juré attribue entre 1 et 5 points à chaque chanson.

### Points attribués par la Finlande
| 9 points | Pays-Bas                         |
| 7 points | Norvège Royaume-Uni Suisse       |
| 6 points | Italie Luxembourg                |
| 5 points | Allemagne Malte Monaco Suède     |
| 4 points | Autriche Belgique Espagne France |
| 3 points | Irlande Yougoslavie              |
| 2 points | Portugal                         |

### Points attribués à la Finlande
| 10 points              | 9 points                                     | 8 points                                                | 7 points | 6 points                         |
| ---------------------- | -------------------------------------------- | ------------------------------------------------------- | -------- | -------------------------------- |
|                        |                                              | - Belgique - Pays-Bas                                   |          | - Espagne - Luxembourg - Norvège |
| 5 points               | 4 points                                     | 3 points                                                | 2 points |                                  |
| - Monaco - Royaume-Uni | - Allemagne - Portugal - Suède - Yougoslavie | - Autriche - France - Irlande - Italie - Malte - Suisse |          |                                  |

Päivi Paunu et Kim Floor interprètent Muistathan en dixième position lors de la soirée du concours, suivant Malte et précédant l'Autriche.
Au terme du vote final, la Finlande termine 12e sur 18 pays participants, ayant reçu 78 points au total,.